# Doris Jannausch
Doris Jannausch, zeitweise auch gelistet als Jannausch-Schmidt, (* 30. August 1925 in Teplitz-Schönau, Tschechoslowakei; † 10. Dezember 2017 in Ruppertshofen) war eine deutsche Schriftstellerin, Theater-Schauspielerin und Kabarettistin.

## Leben
Doris Jannausch besuchte drei Jahre die Theaterschule in Aussig an der Elbe. Nach der Vertreibung der Deutschen aus der Tschechoslowakei erhielt sie ein Engagement an der Landesbühne Dresden und spielte auch im Stadttheater Greifswald und in Glauchau. In Ost-Berlin absolvierte sie die Prüfung zur staatlich beglaubigten Schauspielerin. Nach Auftritten in Kabaretts als Conferencière, ehelichte sie ihren Kollegen Günter Schmidt, mit dem sie 1961 in den Westen übersiedelte. Doris Jannausch schrieb zahlreiche Kinderbücher sowie heitere Erwachsenen-Romane.
Aus der Meffi-Reihe wurde Meffi, der kleine, feuerrote Teufel (aus dem Jahr 1971) auch ins Spanische und Italienische übersetzt. Sie lebte in Ruppertshofen in Baden-Württemberg und verfasste zudem Feuilletons, Glossen und Geschichten für Zeitungen.
2017 starb Doris Jannausch im Ruppertshofener Teilort Birkenlohe.

## Werke (Auswahl)
- Blauer Rauch. Ueberreuter, Wien 1970.
- Rixi vom Regulus. Loewe, Bayreuth 1973, ISBN 3-7855-1666-5.
- Jungfrau sucht Löwen. Heyne, München 1986, ISBN 3-453-02338-2.
- Joschi wehrt sich. Herder, Freiburg im Breisgau 1989.
- Als hätten die Engel im Sand gespielt. Langen-Müller, München 1989.
- Als hätten der Teufel die Karten gemischt. Langen-Müller, München 1990.
- Als hätten Funken die Nacht erhellt. Langen-Müller, München 1993, ISBN 978-3-7844-2454-5.
- Zauberhafte Elfengeschichten. Gondolino, Bindlach 2003.
- Meffi lebt sich ein. Loewe, Bindlach 2004, ISBN 978-3-7855-4978-0.
- Starker Mann mit schwachen Nerven. Heyne, München 2004.
- Hausmann entlaufen. Pavillon-Verl., München 2005.
- Champagner für Vier. Pavillon-Verl., München 2005.
- Mein Mann, der Hypochonder. Pavillon-Verl., München 2006, ISBN 978-3-453-77100-0.
- Starker Mann mit schwachen Nerven. Pavillon-Verl., München 2006.

### Auszeichnungen
Für ihr Kinderbuch Joschi wehrt sich erhielt sie im August 1989 die „Eule des Monats“.